# KRC Genk in het seizoen 2017/18
Deze pagina beschrijft de prestaties van voetbalclub KRC Genk in het seizoen 2017/18.

## Spelerskern
| Nr.           | Naam                | Nationaliteit | Geboortedatum | Vorige club        |
| ------------- | ------------------- | ------------- | ------------- | ------------------ |
| Keepers       |                     |               |               |                    |
| 1             | Danny Vukovic       | Australië     | 27-03-1985    | Sydney FC          |
| 30            | Nordin Jackers      | België        | 05-09-1997    | /                  |
| 40            | Gaëtan Coucke       | België        | 03-12-1998    | /                  |
| Verdedigers   |                     |               |               |                    |
| 2             | Jakub Brabec        | Tsjechië      | 06-08-1992    | Sparta Praag       |
| 3             | Bojan Nastić        | Servië        | 06-07-1994    | FK Vojvodina       |
| 4             | Dries Wouters       | België        | 28-01-1997    | /                  |
| 5             | Amine Khammas       | België        | 06-04-1999    | /                  |
| 6             | Sébastien Dewaest   | België        | 27-05-1991    | Sporting Charleroi |
| 15            | Omar Colley         | Gambia        | 24-10-1992    | Djurgårdens IF     |
| 21            | Jere Uronen         | Finland       | 13-07-1994    | Helsingborgs IF    |
| 23            | Rubin Seigers       | België        | 11-01-1998    | /                  |
| 27            | Clinton Mata        | Angola        | 07-11-1992    | Sporting Charleroi |
| 31            | Joakim Mæhle        | Denemarken    | 20-05-1997    | Aalborg BK         |
| 32            | Christophe Janssens | België        | 09-03-1998    | /                  |
| 45            | Joseph Aidoo        | Ghana         | 29-09-1995    | Hammarby IF        |
| Middenvelders |                     |               |               |                    |
| 8             | Edon Zhegrova       | Albanië       | 31-03-1999    | /                  |
| 14            | Leandro Trossard    | België        | 04-12-1992    | OH Leuven          |
| 17            | Ibrahima Seck       | Senegal       | 10-08-1989    | Waasland-Beveren   |
| 18            | Roeslan Malinovski  | Oekraïne      | 04-05-1993    | Sjachtar Donetsk   |
| 19            | Thomas Buffel       | België        | 19-02-1981    | Cercle Brugge      |
| 20            | Paolo Sabak         | België        | 10-02-1999    | /                  |
| 24            | Alejandro Pozuelo   | Spanje        | 20-09-1991    | Rayo Vallecano     |
| 25            | Sander Berge        | Noorwegen     | 14-02-1998    | Vålerenga IF       |
| 28            | Bryan Heynen        | België        | 06-02-1997    | /                  |
| 33            | Pierre Desiré Zebli | Ivoorkust     | 06-12-1997    | AC Perugia         |
| 77            | Dieumerci Ndongala  | Congo-Kinsh.  | 14-06-1991    | Standard Luik      |
| Aanvallers    |                     |               |               |                    |
| 7             | Nikos Karelis       | Griekenland   | 24-02-1992    | Panathinaikos      |
| 9             | Marcus Ingvartsen   | Denemarken    | 04-01-1996    | FC Nordsjælland    |
| 10            | Mbwana Samatta      | Tanzania      | 23-12-1992    | TP Mazembe         |
| 16            | Dante Vanzeir       | België        | 16-04-1998    | /                  |
| 22            | Siebe Schrijvers    | België        | 18-07-1996    | Waasland-Beveren   |
| 29            | Benson Manuel       | België        | 28-03-1997    | Lierse SK          |

- Aanvoerder
- B-kern: Holly Tshimanga

### Technische staf
| Functie         | Naam               | Nationaliteit | Opmerking                                  |
| --------------- | ------------------ | ------------- | ------------------------------------------ |
| Coach           | Philippe Clement   | België        | Vanaf 18 december 2017.                    |
| Coach           | Albert Stuivenberg | Nederland     | Ontslagen op 10 december 2017.             |
| Assistent-coach | Rob Meppelink      | Nederland     | Ontslagen op 10 december 2017.             |
| Assistent-coach | Jos Daerden        | België        | Interim-coach van 10 tot 18 december 2017. |
| Assistent-coach | Domenico Olivieri  | België        | Vanaf 10 december 2017.                    |
| Keeperstrainer  | Guy Martens        | België        |                                            |
| Physical coach  | Ruben Peeters      | België        |                                            |
| Team manager    | Pierre Denier      | België        |                                            |

## Transfers

### Zomer
| Naam               | Nationaliteit  | Van/naar         | Type         |
| ------------------ | -------------- | ---------------- | ------------ |
| Inkomend           |                |                  |              |
| Benson Manuel      | België         | Lierse SK        | Gekocht      |
| Danny Vukovic      | Australië      | Sydney FC        | Gekocht      |
| Joakim Mæhle       | Denemarken     | Aalborg BK       | Gekocht      |
| Roeslan Malinovski | Oekraïne       | Sjachtar Donetsk | Gekocht      |
| Paolino Bertaccini | België         | Cercle Brugge    | Einde huur   |
| László Köteles     | Hongarije      | Waasland-Beveren | Einde huur   |
| Yoni Buyens        | België         | KVC Westerlo     | Einde huur   |
| Uitgaand           |                |                  |              |
| Bennard Kumordzi   | Ghana          | KV Kortrijk      | Transfervrij |
| Marco Bizot        | Nederland      | AZ               | Transfervrij |
| Sandy Walsh        | België         | Zulte Waregem    | Transfervrij |
| Laurens Vermijl    | België         | Lommel SK        | Verkocht     |
| Jean-Paul Boëtius  | Nederland      | FC Basel         | Einde huur   |
| Mathew Ryan        | Australië      | Valencia CF      | Einde huur   |
| Paolino Bertaccini | België         | FC Arouca        | Verkocht     |
| Tino-Sven Sušić    | Bosnië en Her. | Maccabi Tel Aviv | Huur         |

### Winter
| Naam               | Nationaliteit  | Van/naar         | Type               |
| ------------------ | -------------- | ---------------- | ------------------ |
| Inkomend           |                |                  |                    |
| Ibrahima Seck      | Senegal        | Waasland-Beveren | Gekocht            |
| Tino-Sven Sušić    | Bosnië en Her. | Maccabi Tel Aviv | Einde huur         |
| Dieumerci Ndongala | Congo-Kinsh.   | Standard Luik    | Huur               |
| Uitgaand           |                |                  |                    |
| Yoni Buyens        | België         |                  | Contract ontbonden |
| László Köteles     | Hongarije      |                  | Contract ontbonden |
| Tino-Sven Sušić    | Bosnië en Her. | Antwerp FC       | Verkocht           |

## Uitrustingen
Shirtsponsor(s): Beobank / Carglass / Group Bruno / Federale verzekering

Sportmerk: Nike
| Thuis | Uit | Alternatief | Bekerfinale | Doelman | Doelman |

## Oefenwedstrijden
Hieronder een overzicht van de oefenwedstrijden die KRC Genk tijdens het seizoen 2017/18 speelde.
| Datum      | Thuis/Uit | Tegenstander             | Score | Doelpuntenmaker(s) KRC Genk |
| ---------- | --------- | ------------------------ | ----- | --------------------------- |
| 01-07-2017 | Uit       | Eendracht Termien (3.Am) | 1-2   | Schrijvers, Vanzeir         |
| 08-07-2017 | Uit       | Lierse SK (II)           | 0-2   | Zhegrova, Samatta           |
| 22-07-2017 | Thuis     | Everton FC               | 1-1   | Samatta                     |
| 07-01-2018 | Uit       | Schalke 04               | 2-1   | Karelis                     |
| 11-01-2018 | Uit       | Arminia Bielefeld (II)   | 2-0   |                             |

## Jupiler Pro League

### Wedstrijden
| Wedstrijddetails                                              | Thuisploeg                                                | Uitslag                         | Uitploeg                                                                | Opstelling | Kaarten                                                            |
| ------------------------------------------------------------- | --------------------------------------------------------- | ------------------------------- | ----------------------------------------------------------------------- | --- | ------------------------------------------------------------------ |
| Heenronde                                                     |                                                           |                                 |                                                                         | |                                                                    |
| 29 juli 2017 20:00 Luminus Arena Genk                         | KRC Genk                                                  | 3-3                             | Waasland-Beveren                                                        | Jackers Nastić, Brabec, Colley, Khammas (63' Mæhle) Berge, Malinovski (67' Naranjo), Trossard Benson (46' Schrijvers), Samatta, Buffel       | 66' Colley                                                         |
| 29 juli 2017 20:00 Luminus Arena Genk                         | 70' Naranjo 80' Samatta 82' Schrijvers                    | 0-1 0-2 1-2 2-2 3-2 3-3         | 45' Myny 47' Gano 90+2' Gano                                            | Jackers Nastić, Brabec, Colley, Khammas (63' Mæhle) Berge, Malinovski (67' Naranjo), Trossard Benson (46' Schrijvers), Samatta, Buffel       | 66' Colley                                                         |
| 4 augustus 2017 20:30 Maurice Dufrasnestadion Luik            | Standard Luik                                             | 2-1                             | KRC Genk                                                                | Vuković Mæhle, Brabec, Colley, Khammas (56' Nastić) Heynen (69' Ingvartsen), Berge, Schrijvers Buffel (80' Malinovski), Samatta, Trossard    | 27' Khammas 29' Colley 41' Samatta 87' Schrijvers                  |
| 4 augustus 2017 20:30 Maurice Dufrasnestadion Luik            | 48' Edmilson jr. 63' Mpoku                                | 0-1 1-1 2-1                     | 36' Schrijvers                                                          | Vuković Mæhle, Brabec, Colley, Khammas (56' Nastić) Heynen (69' Ingvartsen), Berge, Schrijvers Buffel (80' Malinovski), Samatta, Trossard    | 27' Khammas 29' Colley 41' Samatta 87' Schrijvers                  |
| 13 augustus 2017 14:30 Bosuilstadion Antwerpen                | Antwerp FC                                                | 3-5                             | KRC Genk                                                                | Vuković Mæhle, Brabec, Colley, Khammas Berge, Malinovski (77' Heynen), Schrijvers Buffel (82' Pozuelo), Samatta (68' Ingvartsen), Trossard   | 89' Vuković                                                        |
| 13 augustus 2017 14:30 Bosuilstadion Antwerpen                | 24' Dequevy 79' Owusu 81' Arslanagic                      | 0-1 0-2 0-3 1-3 1-4 1-5 2-5 3-5 | 8' Samatta 16' Trossard 21' Schrijvers 41' Samatta 59' Arslanagic (own) | Vuković Mæhle, Brabec, Colley, Khammas Berge, Malinovski (77' Heynen), Schrijvers Buffel (82' Pozuelo), Samatta (68' Ingvartsen), Trossard   | 89' Vuković                                                        |
| 19 augustus 2017 18:00 Luminus Arena Genk                     | KRC Genk                                                  | 0-1                             | Sporting Charleroi                                                      | Vuković Mata, Brabec, Colley, Khammas Berge, Malinovski (63' Ingvartsen), Schrijvers Buffel (78' Benson), Samatta, Trossard (68' Pozuelo)    |                                                                    |
| 19 augustus 2017 18:00 Luminus Arena Genk                     |                                                           | 0-1                             | 58' Berge (own)                                                         | Vuković Mata, Brabec, Colley, Khammas Berge, Malinovski (63' Ingvartsen), Schrijvers Buffel (78' Benson), Samatta, Trossard (68' Pozuelo)    |                                                                    |
| 26 augustus 2017 20:30 Luminus Arena Genk                     | KRC Genk                                                  | 1-0                             | KV Mechelen                                                             | Vuković Mata, Brabec, Colley, Uronen Berge, Malinovski (87' Heynen), Pozuelo (90+2' Aidoo) Buffel, Ingvartsen (83' Samatta), Schrijvers      | 14' Colley 73' Ingvartsen 88' Buffel                               |
| 26 augustus 2017 20:30 Luminus Arena Genk                     | 38' Pozuelo                                               | 1-0                             |                                                                         | Vuković Mata, Brabec, Colley, Uronen Berge, Malinovski (87' Heynen), Pozuelo (90+2' Aidoo) Buffel, Ingvartsen (83' Samatta), Schrijvers      | 14' Colley 73' Ingvartsen 88' Buffel                               |
| 10 september 2017 14:30 Ghelamco Arena Gent                   | KAA Gent                                                  | 1-1                             | KRC Genk                                                                | Vuković Mata (46' Mæhle), Brabec, Colley, Uronen Berge, Malinovski (80' Zhegrova), Pozuelo Samatta, Ingvartsen (90+3' Heynen), Schrijvers    | 1' Berge 23' Mata                                                  |
| 10 september 2017 14:30 Ghelamco Arena Gent                   | 35' Milićević                                             | 1-0 1-1                         | 89' Brabec                                                              | Vuković Mata (46' Mæhle), Brabec, Colley, Uronen Berge, Malinovski (80' Zhegrova), Pozuelo Samatta, Ingvartsen (90+3' Heynen), Schrijvers    | 1' Berge 23' Mata                                                  |
| 16 september 2017 20:30 Stayen Sint-Truiden                   | Sint-Truiden                                              | 2-1                             | KRC Genk                                                                | Vuković Mæhle, Brabec, Colley, Uronen Berge, Malinovski (88' Heynen), Pozuelo Buffel (73' Zhegrova), Ingvartsen (73' Samatta), Schrijvers    | 78' Berge 85' Pozuelo                                              |
| 16 september 2017 20:30 Stayen Sint-Truiden                   | 79' Bezus 83' Dussaut                                     | 1-0 2-0 2-1                     | 88' Schrijvers                                                          | Vuković Mæhle, Brabec, Colley, Uronen Berge, Malinovski (88' Heynen), Pozuelo Buffel (73' Zhegrova), Ingvartsen (73' Samatta), Schrijvers    | 78' Berge 85' Pozuelo                                              |
| 23 september 2017 18:00 Luminus Arena Genk                    | KRC Genk                                                  | 1-1                             | KV Oostende                                                             | Vuković Mata, Aidoo, Colley, Nastić Berge, Malinovski (77' Ingvartsen), Pozuelo Benson (86' Buffel), Samatta, Schrijvers                     | 56' Malinovski 56' Schrijvers                                      |
| 23 september 2017 18:00 Luminus Arena Genk                    | 44' Malinovski                                            | 1-0 1-1                         | 75' Gano                                                                | Vuković Mata, Aidoo, Colley, Nastić Berge, Malinovski (77' Ingvartsen), Pozuelo Benson (86' Buffel), Samatta, Schrijvers                     | 56' Malinovski 56' Schrijvers                                      |
| 30 september 2017 18:00 Kehrwegstadion Eupen                  | AS Eupen                                                  | 3-3                             | KRC Genk                                                                | Vuković Brabec (46' Khammas), Colley, Aidoo Mata (77' Mæhle), Berge, Malinovski, Pozuelo, Schrijvers (77' Benson) Samatta, Ingvartsen        | 38' Pozuelo 85' Colley                                             |
| 30 september 2017 18:00 Kehrwegstadion Eupen                  | 12' Blondelle 40' Afif 57' Leye                           | 1-0 2-0 2-1 3-1 3-2 3-3         | 53' Ingvartsen 66' Schrijvers 78' Ingvartsen                            | Vuković Brabec (46' Khammas), Colley, Aidoo Mata (77' Mæhle), Berge, Malinovski, Pozuelo, Schrijvers (77' Benson) Samatta, Ingvartsen        | 38' Pozuelo 85' Colley                                             |
| 14 oktober 2017 20:00 Luminus Arena Genk                      | KRC Genk                                                  | 1-1                             | Excel Moeskroen                                                         | Vuković Mata, Aidoo, Colley, Uronen (79' Khammas) Malinovski, Berge, Pozuelo (74' Buffel), Schrijvers (66' Benson) Samatta, Ingvartsen       | 49' Ingvartsen 70' Benson                                          |
| 14 oktober 2017 20:00 Luminus Arena Genk                      | 81' Ingvartsen                                            | 0-1 1-1                         | 42' Rotariu                                                             | Vuković Mata, Aidoo, Colley, Uronen (79' Khammas) Malinovski, Berge, Pozuelo (74' Buffel), Schrijvers (66' Benson) Samatta, Ingvartsen       | 49' Ingvartsen 70' Benson                                          |
| 22 oktober 2017 18:00 Constant Vanden Stockstadion Anderlecht | RSC Anderlecht                                            | 0-1                             | KRC Genk                                                                | Vuković Mata, Aidoo, Colley, Uronen Malinovski (90+4' Khammas), Berge, Pozuelo (87' Buffel), Schrijvers Samatta, Ingvartsen (85' Heynen)     | 70' Ingvartsen 80' Aidoo                                           |
| 22 oktober 2017 18:00 Constant Vanden Stockstadion Anderlecht |                                                           | 0-1                             | 50' Aidoo                                                               | Vuković Mata, Aidoo, Colley, Uronen Malinovski (90+4' Khammas), Berge, Pozuelo (87' Buffel), Schrijvers Samatta, Ingvartsen (85' Heynen)     | 70' Ingvartsen 80' Aidoo                                           |
| 25 oktober 2017 20:30 Luminus Arena Genk                      | KRC Genk                                                  | 2-0                             | Club Brugge                                                             | Vuković Mata, Aidoo, Colley, Uronen Malinovski, Berge (19' Heynen), Pozuelo (83' Brabec), Schrijvers Samatta, Ingvartsen (90+3' Buffel)      | 40' Uronen 60' Ingvartsen 76' Mata                                 |
| 25 oktober 2017 20:30 Luminus Arena Genk                      | 43' Malinovski 90' Samatta                                | 1-0 2-0                         |                                                                         | Vuković Mata, Aidoo, Colley, Uronen Malinovski, Berge (19' Heynen), Pozuelo (83' Brabec), Schrijvers Samatta, Ingvartsen (90+3' Buffel)      | 40' Uronen 60' Ingvartsen 76' Mata                                 |
| 28 oktober 2017 20:30 Guldensporenstadion Kortrijk            | KV Kortrijk                                               | 0-0                             | KRC Genk                                                                | Vuković Mata (75' Mæhle), Aidoo, Colley, Uronen Malinovski (88' Buffel), Heynen, Pozuelo, Schrijvers Samatta (71' Karelis), Ingvartsen       | 50' Heynen                                                         |
| 28 oktober 2017 20:30 Guldensporenstadion Kortrijk            |                                                           |                                 |                                                                         | Vuković Mata (75' Mæhle), Aidoo, Colley, Uronen Malinovski (88' Buffel), Heynen, Pozuelo, Schrijvers Samatta (71' Karelis), Ingvartsen       | 50' Heynen                                                         |
| 4 november 2017 18:00 Luminus Arena Genk                      | KRC Genk                                                  | 0-0                             | Sporting Lokeren                                                        | Vuković Mata (84' Mæhle), Aidoo, Colley, Uronen Malinovski, Heynen, Pozuelo, Schrijvers (80' Benson) Samatta (40' Karelis), Ingvartsen       | 51' Malinovski 60' Colley 77' Heynen                               |
| 4 november 2017 18:00 Luminus Arena Genk                      |                                                           |                                 |                                                                         | Vuković Mata (84' Mæhle), Aidoo, Colley, Uronen Malinovski, Heynen, Pozuelo, Schrijvers (80' Benson) Samatta (40' Karelis), Ingvartsen       | 51' Malinovski 60' Colley 77' Heynen                               |
| 19 november 2017 14:30 Regenboogstadion Waregem               | Zulte Waregem                                             | 0-1                             | KRC Genk                                                                | Vuković Mata, Aidoo, Brabec, Uronen Heynen, Malinovski, Pozuelo (86' Khammas) Buffel (90+3' Mæhle), Ingvartsen (72' Karelis), Schrijvers     | 46' Ingvartsen 54' Buffel 57' Heynen                               |
| 19 november 2017 14:30 Regenboogstadion Waregem               |                                                           | 0-1                             | 7' Pozuelo                                                              | Vuković Mata, Aidoo, Brabec, Uronen Heynen, Malinovski, Pozuelo (86' Khammas) Buffel (90+3' Mæhle), Ingvartsen (72' Karelis), Schrijvers     | 46' Ingvartsen 54' Buffel 57' Heynen                               |
| Terugronde                                                    |                                                           |                                 |                                                                         | |                                                                    |
| 26 november 2017 14:30 Luminus Arena Genk                     | KRC Genk                                                  | 0-2                             | Standard Luik                                                           | Vuković Mata, Aidoo, Colley, Uronen Brabec (46' Ingvartsen), Malinovski (85' Khammas), Pozuelo Buffel (76' Zhegrova), Karelis, Schrijvers    | 26' Brabec 43' Malinovski 80' Colley                               |
| 26 november 2017 14:30 Luminus Arena Genk                     |                                                           | 0-1 0-2                         | 15' Mpoku 81' Agbo                                                      | Vuković Mata, Aidoo, Colley, Uronen Brabec (46' Ingvartsen), Malinovski (85' Khammas), Pozuelo Buffel (76' Zhegrova), Karelis, Schrijvers    | 26' Brabec 43' Malinovski 80' Colley                               |
| 2 december 2017 20:30 Achter de Kazerne Mechelen              | KV Mechelen                                               | 3-2                             | KRC Genk                                                                | Vuković Mata (73' Mæhle), Aidoo, Colley, Uronen Schrijvers, Malinovski, Pozuelo Zhegrova (80' Benson), Karelis, Buffel (73' Vanzeir)         | 34' Mata 55' Colley 58' Zhegrova                                   |
| 2 december 2017 20:30 Achter de Kazerne Mechelen              | 3' Aidoo (own) 12' Pedersen 38' Pedersen                  | 1-0 2-0 3-0 3-1 3-2             | 54' Aidoo 90' Pozuelo                                                   | Vuković Mata (73' Mæhle), Aidoo, Colley, Uronen Schrijvers, Malinovski, Pozuelo Zhegrova (80' Benson), Karelis, Buffel (73' Vanzeir)         | 34' Mata 55' Colley 58' Zhegrova                                   |
| 9 december 2017 20:00 Luminus Arena Genk                      | KRC Genk                                                  | 1-1                             | AS Eupen                                                                | Vuković Mæhle, Aidoo, Colley, Uronen (77' Khammas) Schrijvers, Malinovski, Pozuelo Zhegrova (72' Ingvartsen), Karelis, Buffel (67' Trossard) | 65' Zhegrova                                                       |
| 9 december 2017 20:00 Luminus Arena Genk                      | 41' Zhegrova                                              | 1-0 1-1                         | 44' Luis García                                                         | Vuković Mæhle, Aidoo, Colley, Uronen (77' Khammas) Schrijvers, Malinovski, Pozuelo Zhegrova (72' Ingvartsen), Karelis, Buffel (67' Trossard) | 65' Zhegrova                                                       |
| 17 december 2017 18:00 Stade du Pays de Charleroi Charleroi   | Sporting Charleroi                                        | 1-1                             | KRC Genk                                                                | Vuković Mata (90+3' Wouters), Aidoo, Colley, Nastić (75' Khammas) Schrijvers, Malinovski, Pozuelo Mæhle, Karelis, Zhegrova (76' Ingvartsen)  | 31' Aidoo 90' Mata                                                 |
| 17 december 2017 18:00 Stade du Pays de Charleroi Charleroi   | 63' Rezaei                                                | 1-0 1-1                         | 65' Karelis                                                             | Vuković Mata (90+3' Wouters), Aidoo, Colley, Nastić (75' Khammas) Schrijvers, Malinovski, Pozuelo Mæhle, Karelis, Zhegrova (76' Ingvartsen)  | 31' Aidoo 90' Mata                                                 |
| 23 december 2017 20:00 Luminus Arena Genk                     | KRC Genk                                                  | 2-3                             | KV Kortrijk                                                             | Vuković Brabec, Aidoo, Colley, Khammas Schrijvers (52' Karelis), Malinovski, Pozuelo Buffel, Ingvartsen (68' Mæhle), Zhegrova                | 62' Aidoo 65' Aidoo                                                |
| 23 december 2017 20:00 Luminus Arena Genk                     | 53' Ingvartsen (pen.) 82' Buffel                          | 0-1 1-1 1-2 2-2 2-3             | 11' Brabec (own) 67' Chevalier 90+5' Chevalier                          | Vuković Brabec, Aidoo, Colley, Khammas Schrijvers (52' Karelis), Malinovski, Pozuelo Buffel, Ingvartsen (68' Mæhle), Zhegrova                | 62' Aidoo 65' Aidoo                                                |
| 16 januari 2018 20:30 Versluys Arena Oostende                 | KV Oostende                                               | 1-2                             | KRC Genk                                                                | Vuković Mæhle, Dewaest, Colley, Nastić Wouters, Malinovski, Pozuelo Buffel, Ingvartsen (88' Vanzeir), Zhegrova (62' Schrijvers)              | 41' Zhegrova 43' Ingvartsen 89' Pozuelo 90' Vuković                |
| 16 januari 2018 20:30 Versluys Arena Oostende                 | 89' Mæhle (own)                                           | 0-1 1-1 1-2                     | 32' Ingvartsen 90+2' Buffel                                             | Vuković Mæhle, Dewaest, Colley, Nastić Wouters, Malinovski, Pozuelo Buffel, Ingvartsen (88' Vanzeir), Zhegrova (62' Schrijvers)              | 41' Zhegrova 43' Ingvartsen 89' Pozuelo 90' Vuković                |
| 21 januari 2018 18:00 Luminus Arena Genk                      | KRC Genk                                                  | 0-1                             | RSC Anderlecht                                                          | Vuković Mæhle, Dewaest, Colley, Nastić (46' Uronen) Seck, Malinovski, Pozuelo Buffel (71' Zhegrova), Vanzeir (77' Benson), Schrijvers        | 32' Malinovski 54' Malinovski 89' Dewaest                          |
| 21 januari 2018 18:00 Luminus Arena Genk                      |                                                           | 0-1                             | 45' Hanni                                                               | Vuković Mæhle, Dewaest, Colley, Nastić (46' Uronen) Seck, Malinovski, Pozuelo Buffel (71' Zhegrova), Vanzeir (77' Benson), Schrijvers        | 32' Malinovski 54' Malinovski 89' Dewaest                          |
| 24 januari 2018 20:30 Daknamstadion Lokeren                   | Sporting Lokeren                                          | 1-2                             | KRC Genk                                                                | Vuković Mæhle, Aidoo, Dewaest, Uronen Wouters, Seck, Pozuelo (71' Zhegrova) Buffel (89' Khammas), Ingvartsen (57' Vanzeir), Schrijvers       | 48' Aidoo                                                          |
| 24 januari 2018 20:30 Daknamstadion Lokeren                   | 88' Skúlason (pen.)                                       | 0-1 0-2 1-2                     | 56' Aidoo 67' Vanzeir                                                   | Vuković Mæhle, Aidoo, Dewaest, Uronen Wouters, Seck, Pozuelo (71' Zhegrova) Buffel (89' Khammas), Ingvartsen (57' Vanzeir), Schrijvers       | 48' Aidoo                                                          |
| 27 januari 2018 20:30 Luminus Arena Genk                      | KRC Genk                                                  | 1-1                             | STVV                                                                    | Vuković Mæhle, Aidoo, Colley, Uronen Seck, Malinovski, Pozuelo Zhegrova (84' Samatta), Ingvartsen (56' Vanzeir), Schrijvers (63' Buffel)     | 63' Malinovski                                                     |
| 27 januari 2018 20:30 Luminus Arena Genk                      | 74' Malinovski                                            | 1-0 1-1                         | 79' Boli                                                                | Vuković Mæhle, Aidoo, Colley, Uronen Seck, Malinovski, Pozuelo Zhegrova (84' Samatta), Ingvartsen (56' Vanzeir), Schrijvers (63' Buffel)     | 63' Malinovski                                                     |
| 3 februari 2018 20:30 Le Canonnier Moeskroen                  | Excel Moeskroen                                           | 0-1                             | KRC Genk                                                                | Vuković Nastić, Dewaest, Colley, Uronen Wouters, Seck, Pozuelo (86' Aidoo) Buffel, Ingvartsen (72' Karelis), Samatta (68' Ndongala)          | 54' Pozuelo                                                        |
| 3 februari 2018 20:30 Le Canonnier Moeskroen                  |                                                           | 0-1                             | 83' Ndongala                                                            | Vuković Nastić, Dewaest, Colley, Uronen Wouters, Seck, Pozuelo (86' Aidoo) Buffel, Ingvartsen (72' Karelis), Samatta (68' Ndongala)          | 54' Pozuelo                                                        |
| 9 februari 2018 20:30 Luminus Arena Genk                      | KRC Genk                                                  | 3-1                             | Zulte Waregem                                                           | Vuković Mæhle (79' Uronen), Aidoo, Colley, Nastić Wouters, Seck, Pozuelo Buffel, Karelis (85' Malinovski), Samatta (36' Ndongala)            | 76' Ndongala 84' Wouters                                           |
| 9 februari 2018 20:30 Luminus Arena Genk                      | 17' Karelis 59' Buffel 90+1' Pozuelo                      | 1-0 1-1 2-1 3-1                 | 32' Harbaoui (pen.)                                                     | Vuković Mæhle (79' Uronen), Aidoo, Colley, Nastić Wouters, Seck, Pozuelo Buffel, Karelis (85' Malinovski), Samatta (36' Ndongala)            | 76' Ndongala 84' Wouters                                           |
| 17 februari 2018 20:30 Jan Breydelstadion Brugge              | Club Brugge                                               | 2-2                             | KRC Genk                                                                | Vuković Mata, Aidoo, Colley, Nastić Malinovski, Wouters, Seck, Pozuelo (90+3' Schrijvers) Ndongala (75' Buffel), Karelis (73' Samatta)       | 80' Wouters 88' Samatta 90+2' Mata                                 |
| 17 februari 2018 20:30 Jan Breydelstadion Brugge              | 15' Vanaken (pen.) 64' Vanaken                            | 0-1 1-1 1-2 2-2                 | 11' Karelis 84' Malinovski (pen.)                                       | Vuković Mata, Aidoo, Colley, Nastić Malinovski, Wouters, Seck, Pozuelo (90+3' Schrijvers) Ndongala (75' Buffel), Karelis (73' Samatta)       | 80' Wouters 88' Samatta 90+2' Mata                                 |
| 23 februari 2018 20:30 Luminus Arena Genk                     | KRC Genk                                                  | 4-0                             | Antwerp FC                                                              | Jackers Mæhle, Aidoo, Colley, Nastić Malinovski (86' Wouters), Seck, Pozuelo (80' Schrijvers) Ndongala, Karelis, Buffel (90' Zhegrova)       | 59' Ndongala                                                       |
| 23 februari 2018 20:30 Luminus Arena Genk                     | 5' Malinovski 78' Pozuelo 85' Karelis 89' Ndongala        | 1-0 2-0 3-0 4-0                 |                                                                         | Jackers Mæhle, Aidoo, Colley, Nastić Malinovski (86' Wouters), Seck, Pozuelo (80' Schrijvers) Ndongala, Karelis, Buffel (90' Zhegrova)       | 59' Ndongala                                                       |
| 3 maart 2018 20:00 Freethielstadion Beveren                   | Waasland-Beveren                                          | 0-1                             | KRC Genk                                                                | Vuković Mata, Aidoo, Colley, Nastić Malinovski, Wouters (46' Buffel), Seck, Pozuelo (88' Uronen) Ndongala, Karelis (71' Samatta)             | 32' Mata 66' Malinovski 86' Mata                                   |
| 3 maart 2018 20:00 Freethielstadion Beveren                   |                                                           | 0-1                             | 69' Colley                                                              | Vuković Mata, Aidoo, Colley, Nastić Malinovski, Wouters (46' Buffel), Seck, Pozuelo (88' Uronen) Ndongala, Karelis (71' Samatta)             | 32' Mata 66' Malinovski 86' Mata                                   |
| 11 maart 2018 14:30 Luminus Arena Genk                        | KRC Genk                                                  | 1-2                             | KAA Gent                                                                | Vuković Mæhle, Aidoo, Colley, Uronen Seck, Pozuelo (78' Samatta), Schrijvers (46' Wouters) Buffel, Karelis, Ndongala (71' Trossard)          | 10' Colley 50' Buffel 88' Karelis                                  |
| 11 maart 2018 14:30 Luminus Arena Genk                        | 87' Trossard                                              | 0-1 0-2 1-2                     | 11' Verstraete 77' Kalu                                                 | Vuković Mæhle, Aidoo, Colley, Uronen Seck, Pozuelo (78' Samatta), Schrijvers (46' Wouters) Buffel, Karelis, Ndongala (71' Trossard)          | 10' Colley 50' Buffel 88' Karelis                                  |
| Play-off I                                                    |                                                           |                                 |                                                                         | |                                                                    |
| 2 april 2018 18:00 Jan Breydelstadion Brugge                  | Club Brugge                                               | 1-0                             | KRC Genk                                                                | Vuković Mata, Aidoo, Colley, Uronen Malinovski, Wouters, Seck, Pozuelo (82' Buffel) Samatta, Trossard (77' Ndongala)                         | 18' Aidoo 41' Malinovski 51' Pozuelo 83' Seck 84' Vuković 88' Mata |
| 2 april 2018 18:00 Jan Breydelstadion Brugge                  | 90+2' Refaelov (pen.)                                     | 1-0                             |                                                                         | Vuković Mata, Aidoo, Colley, Uronen Malinovski, Wouters, Seck, Pozuelo (82' Buffel) Samatta, Trossard (77' Ndongala)                         | 18' Aidoo 41' Malinovski 51' Pozuelo 83' Seck 84' Vuković 88' Mata |
| 7 april 2018 20:30 Luminus Arena Genk                         | KRC Genk                                                  | 1-0                             | Standard Luik                                                           | Vuković Mata, Aidoo, Colley, Uronen Malinovski, Seck, Pozuelo (90' Wouters) Ndongala (84' Buffel), Samatta, Trossard (90+2' Schrijvers)      | 33' Mata 82' Uronen 90' Pozuelo                                    |
| 7 april 2018 20:30 Luminus Arena Genk                         | 49' Trossard (pen.)                                       | 1-0                             |                                                                         | Vuković Mata, Aidoo, Colley, Uronen Malinovski, Seck, Pozuelo (90' Wouters) Ndongala (84' Buffel), Samatta, Trossard (90+2' Schrijvers)      | 33' Mata 82' Uronen 90' Pozuelo                                    |
| 13 april 2018 20:30 Stade du Pays de Charleroi Charleroi      | Sporting Charleroi                                        | 2-2                             | KRC Genk                                                                | Vuković Mata, Aidoo, Colley, Uronen (72' Mæhle) Malinovski, Seck, Pozuelo Ndongala (88' Buffel), Samatta (76' Karelis), Trossard             | 44' Mata 50' Colley                                                |
| 13 april 2018 20:30 Stade du Pays de Charleroi Charleroi      | 11' Rezaei (pen.) 22' Ilaimaharitra                       | 1-0 2-0 2-1 2-2                 | 36' Seck 59' Ndongala                                                   | Vuković Mata, Aidoo, Colley, Uronen (72' Mæhle) Malinovski, Seck, Pozuelo Ndongala (88' Buffel), Samatta (76' Karelis), Trossard             | 44' Mata 50' Colley                                                |
| 17 april 2018 20:30 Ghelamco Arena Gent                       | KAA Gent                                                  | 0-0                             | KRC Genk                                                                | Vuković Mæhle, Aidoo, Colley, Uronen (43' Nastić) Malinovski, Seck, Pozuelo Ndongala (85' Buffel), Samatta (65' Karelis), Trossard           | 80' Ndongala                                                       |
| 17 april 2018 20:30 Ghelamco Arena Gent                       |                                                           |                                 |                                                                         | Vuković Mæhle, Aidoo, Colley, Uronen (43' Nastić) Malinovski, Seck, Pozuelo Ndongala (85' Buffel), Samatta (65' Karelis), Trossard           | 80' Ndongala                                                       |
| 21 april 2018 20:30 Luminus Arena Genk                        | KRC Genk                                                  | 2-1                             | RSC Anderlecht                                                          | Vuković Mæhle, Aidoo, Colley, Nastić Malinovski, Seck, Pozuelo Ndongala (86' Mata), Karelis (83' Samatta), Trossard (90+2' Buffel)           | 75' Nastić 84' Trossard                                            |
| 21 april 2018 20:30 Luminus Arena Genk                        | 2' Ndongala 59' Trossard                                  | 1-0 1-1 2-1                     | 20' Marković                                                            | Vuković Mæhle, Aidoo, Colley, Nastić Malinovski, Seck, Pozuelo Ndongala (86' Mata), Karelis (83' Samatta), Trossard (90+2' Buffel)           | 75' Nastić 84' Trossard                                            |
| 27 april 2018 20:30 Luminus Arena Genk                        | KRC Genk                                                  | 1-1                             | Club Brugge                                                             | Vuković Mata (84' Mæhle), Aidoo, Colley, Nastić Malinovski, Wouters, Seck, Pozuelo Trossard, Karelis (70' Samatta)                           | 37' Malinovski                                                     |
| 27 april 2018 20:30 Luminus Arena Genk                        | 69' Trossard                                              | 0-1 1-1                         | 65' Wesley                                                              | Vuković Mata (84' Mæhle), Aidoo, Colley, Nastić Malinovski, Wouters, Seck, Pozuelo Trossard, Karelis (70' Samatta)                           | 37' Malinovski                                                     |
| 6 mei 2018 18:00 Stade Maurice Dufrasne Luik                  | Standard Luik                                             | 5-0                             | KRC Genk                                                                | Vuković Mæhle (82' Karelis), Aidoo, Dewaest, Nastić Malinovski, Seck, Schrijvers (56' Pozuelo) Buffel (57' Ndongala), Samatta, Trossard      | 72' Seck                                                           |
| 6 mei 2018 18:00 Stade Maurice Dufrasne Luik                  | 9' Carcela 51' Emond 79' Edmilson jr. 83' Čop 88' Carcela | 1-0 2-0 3-0 4-0 5-0             |                                                                         | Vuković Mæhle (82' Karelis), Aidoo, Dewaest, Nastić Malinovski, Seck, Schrijvers (56' Pozuelo) Buffel (57' Ndongala), Samatta, Trossard      | 72' Seck                                                           |
| 10 mei 2018 20:30 Luminus Arena Genk                          | KRC Genk                                                  | 1-1                             | KAA Gent                                                                | Vuković Mata, Aidoo (90' Dewaest), Colley, Nastić Malinovski, Seck, Pozuelo Ndongala (54' Wouters), Karelis (54' Samatta), Trossard          | 43' Seck 90+2' Nastić                                              |
| 10 mei 2018 20:30 Luminus Arena Genk                          | 66' Samatta                                               | 0-1 1-1                         | 15' Kubo                                                                | Vuković Mata, Aidoo (90' Dewaest), Colley, Nastić Malinovski, Seck, Pozuelo Ndongala (54' Wouters), Karelis (54' Samatta), Trossard          | 43' Seck 90+2' Nastić                                              |
| 13 mei 2018 18:00 Luminus Arena Genk                          | KRC Genk                                                  | 4-1                             | Sporting Charleroi                                                      | Vuković Mata, Aidoo, Colley, Nastić Malinovski, Wouters, Pozuelo (84' Schrijvers) Ndongala (78' Buffel), Samatta, Trossard (84' Zhegrova)    | 43' Malinovski 44' Trossard 60' Mata                               |
| 13 mei 2018 18:00 Luminus Arena Genk                          | 24' Samatta 34' Trossard 61' Samatta 77' Ndongala         | 1-0 1-1 2-1 3-1 4-1             | 31' Benavente                                                           | Vuković Mata, Aidoo, Colley, Nastić Malinovski, Wouters, Pozuelo (84' Schrijvers) Ndongala (78' Buffel), Samatta, Trossard (84' Zhegrova)    | 43' Malinovski 44' Trossard 60' Mata                               |
| 20 mei 2018 18:00 Constant Vanden Stockstadion Anderlecht     | RSC Anderlecht                                            | 1-2                             | KRC Genk                                                                | Vuković Mata, Aidoo, Colley, Nastić Seck, Wouters (64' Berge), Pozuelo (79' Schrijvers) Ndongala (85' Buffel), Samatta, Trossard             | 19' Nastić 50' Wouters                                             |
| 20 mei 2018 18:00 Constant Vanden Stockstadion Anderlecht     | 53' Teodorczyk                                            | 0-1 0-2 1-2                     | 35' Wouters 36' Trossard                                                | Vuković Mata, Aidoo, Colley, Nastić Seck, Wouters (64' Berge), Pozuelo (79' Schrijvers) Ndongala (85' Buffel), Samatta, Trossard             | 19' Nastić 50' Wouters                                             |
| Barragewedstrijd om Europees voetbal                          |                                                           |                                 |                                                                         | |                                                                    |
| 27 mei 2018 14:30 Luminus Arena Genk                          | KRC Genk                                                  | -                               | Zulte Waregem                                                           | |                                                                    |
| 27 mei 2018 14:30 Luminus Arena Genk                          |                                                           |                                 |                                                                         | |                                                                    |

De wedstrijd Oostende-Genk (27 december 2017) werd omwille van stormweer afgelast en uitgesteld tot 16 januari 2018.

### Overzicht
Reguliere competitie
| Speeldag  | 1  | 2  | 3  | 4  | 5 | 6 | 7  | 8  | 9  | 10 | 11 | 12 | 13 | 14 | 15 | 16 | 17 | 18 | 19 | 20 | 21 | 22 | 23 | 24 | 25 | 26 | 27 | 28 | 29 | 30 |
| --------- | -- | -- | -- | -- | - | - | -- | -- | -- | -- | -- | -- | -- | -- | -- | -- | -- | -- | -- | -- | -- | -- | -- | -- | -- | -- | -- | -- | -- | -- |
| Resultaat | g  | v  | v  | w  | g | w | v  | g  | g  | g  | w  | w  | g  | g  | w  | v  | v  | g  | g  | v  | w  | v  | w  | g  | w  | w  | g  | w  | w  | v  |
| Punten    | 1  | 1  | 4  | 4  | 7 | 8 | 8  | 9  | 10 | 11 | 14 | 17 | 18 | 19 | 22 | 22 | 22 | 23 | 24 | 24 | 27 | 27 | 30 | 31 | 34 | 37 | 38 | 41 | 44 | 44 |
| Positie   | 10 | 12 | 11 | 11 | 7 | 9 | 10 | 10 | 9  | 10 | 10 | 8  | 10 | 8  | 6  | 8  | 8  | 9  | 9  | 10 | 7  | 9  | 7  | 7  | 6  | 5  | 6  | 5  | 5  | 5  |

Play-off I
| Speeldag  | 1  | 2  | 3  | 4  | 5  | 6  | 7  | 8  | 9  | 10 | 11 |
| --------- | -- | -- | -- | -- | -- | -- | -- | -- | -- | -- | -- |
| Resultaat | v  | w  | g  | g  | w  | g  | v  | g  | w  | w  |    |
| Punten    | 22 | 25 | 26 | 27 | 30 | 31 | 31 | 32 | 35 | 38 | –  |
| Positie   | 6  | 5  | 6  | 5  | 5  | 5  | 6  | 6  | 5  | 5  | –  |

### Klassement

#### Reguliere competitie
| Pos | Team               | Wed | W  | G  | V  | Ptn | DV | DT | +/− |       |
| --- | ------------------ | --- | -- | -- | -- | --- | -- | -- | --- | ----- |
| 2   | RSC Anderlecht     | 30  | 16 | 7  | 7  | 55  | 49 | 42 | +7  | PO I  |
| 3   | Sporting Charleroi | 30  | 13 | 12 | 5  | 51  | 43 | 25 | +18 | PO I  |
| 4   | KAA Gent           | 30  | 14 | 8  | 8  | 50  | 45 | 27 | +18 | PO I  |
| 5   | KRC Genk           | 30  | 11 | 11 | 8  | 44  | 44 | 36 | +8  | PO I  |
| 6   | Standard Luik      | 30  | 11 | 11 | 8  | 44  | 43 | 41 | +2  | PO I  |
| 7   | KV Kortrijk        | 30  | 12 | 6  | 12 | 42  | 42 | 39 | +3  | PO II |
| 8   | Royal Antwerp FC   | 30  | 10 | 11 | 9  | 41  | 38 | 40 | −2  | PO II |

PO I: Play-off I, PO II: Play-off II, : Degradeert na dit seizoen naar eerste klasse B

#### Play-off I
| Pos | Team               | Wed | W | G | V | Ptn | DV | DT | +/− |                                        |
| --- | ------------------ | --- | - | - | - | --- | -- | -- | --- | -------------------------------------- |
| 1   | Club Brugge        | 10  | 3 | 3 | 4 | 46  | 17 | 12 | +5  | Kampioen, Groepsfase Champions League  |
| 2   | Standard Luik      | 10  | 6 | 3 | 1 | 43  | 20 | 9  | +11 | Voorrondes Champions League            |
| 3   | RSC Anderlecht     | 10  | 4 | 0 | 6 | 40  | 12 | 15 | −3  | Groepsfase Europa League               |
| 4   | KAA Gent           | 10  | 4 | 2 | 4 | 39  | 8  | 8  | 0   | Voorrondes Europa League               |
| 5   | KRC Genk           | 10  | 4 | 4 | 2 | 38  | 13 | 13 | 0   | Testwedstrijd tegen winnaar Play-off 2 |
| 6   | Sporting Charleroi | 10  | 2 | 2 | 6 | 34  | 9  | 22 | −13 |                                        |

1. ↑  Aangezien Standard Luik de Beker van België won, gaf de derde plaats recht op rechtstreekse kwalificatie voor de groepsfase van de Europa League

## Beker van België
| Beker van België                                    |                                             |                         |                                         | |                                                                          |
| Wedstrijddetails                                    | Thuisploeg                                  | Uitslag                 | Uitploeg                                | Opstelling | Kaarten                                                                  |
| 1/16 finale                                         |                                             |                         |                                         | |                                                                          |
| 20 september 2017 20:00 Jan Breydelstadion Brugge   | Cercle Brugge (1B)                          | 0-1                     | KRC Genk                                | Vuković Mata, Aidoo, Brabec, Khammas Berge, Heynen, Pozuelo (76' Malinovski) Benson (85' Buffel), Samatta (76' Ingvartsen), Schrijvers                                                                     | 63' Aidoo                                                                |
| 20 september 2017 20:00 Jan Breydelstadion Brugge   |                                             | 0-1                     | 15' Pozuelo                             | Vuković Mata, Aidoo, Brabec, Khammas Berge, Heynen, Pozuelo (76' Malinovski) Benson (85' Buffel), Samatta (76' Ingvartsen), Schrijvers                                                                     | 63' Aidoo                                                                |
| 1/8 finale                                          |                                             |                         |                                         | |                                                                          |
| 29 november 2017 20:00 Achter de Kazerne Mechelen   | KV Mechelen                                 | 1-1 (4-5)               | KRC Genk                                | Vuković Mata (50' Mæhle), Aidoo, Colley, Khammas (105' Nastić) Schrijvers, Malinovski, Pozuelo Zhegrova, Ingvartsen, Buffel (90+1' Benson) Strafschoppen: Ingvartsen, Pozuelo, Schrijvers, Aidoo, Zhegrova | 23' Mata 35' Malinovski 120+5' Aidoo                                     |
| 29 november 2017 20:00 Achter de Kazerne Mechelen   | 4' Pedersen                                 | 1-0 1-1                 | 7' Ingvartsen (pen.)                    | Vuković Mata (50' Mæhle), Aidoo, Colley, Khammas (105' Nastić) Schrijvers, Malinovski, Pozuelo Zhegrova, Ingvartsen, Buffel (90+1' Benson) Strafschoppen: Ingvartsen, Pozuelo, Schrijvers, Aidoo, Zhegrova | 23' Mata 35' Malinovski 120+5' Aidoo                                     |
| Kwartfinale                                         |                                             |                         |                                         | |                                                                          |
| 13 december 2017 20:00 Luminus Arena Genk           | KRC Genk                                    | 3-3 (4-2)               | Waasland-Beveren                        | Vuković Mæhle (73' Mata), Brabec, Colley, Nastić Schrijvers, Malinovski, Pozuelo Buffel (90+4' Wouters), Ingvartsen, Trossard (32' Benson) Strafschoppen: Ingvartsen, Pozuelo, Schrijvers, Malinovski      | 51' Malinovski                                                           |
| 13 december 2017 20:00 Luminus Arena Genk           | 9' Malinovski 12' Trossard 90+1' Malinovski | 1-0 2-0 2-1 2-2 3-2 3-3 | 20' Nastić (own) 44' Morioka 90+3' Myny | Vuković Mæhle (73' Mata), Brabec, Colley, Nastić Schrijvers, Malinovski, Pozuelo Buffel (90+4' Wouters), Ingvartsen, Trossard (32' Benson) Strafschoppen: Ingvartsen, Pozuelo, Schrijvers, Malinovski      | 51' Malinovski                                                           |
| Halve finale                                        |                                             |                         |                                         | |                                                                          |
| 30 januari 2018 20:45 Guldensporenstadion Kortrijk  | KV Kortrijk                                 | 3-2                     | KRC Genk                                | Vuković Nastić, Dewaest, Colley, Uronen Wouters, Seck, Malinovski (80' Schrijvers) Buffel, Ingvartsen (63' Vanzeir), Samatta (76' Zhegrova)                                                                | 21' Uronen 90+2' Schrijvers                                              |
| 30 januari 2018 20:45 Guldensporenstadion Kortrijk  | 24' Ajagun 36' Azouzi 88' Rogeaux           | 0-1 1-1 2-1 2-2 3-2     | 18' Ingvartsen 45+2' Buffel             | Vuković Nastić, Dewaest, Colley, Uronen Wouters, Seck, Malinovski (80' Schrijvers) Buffel, Ingvartsen (63' Vanzeir), Samatta (76' Zhegrova)                                                                | 21' Uronen 90+2' Schrijvers                                              |
| 6 februari 2018 20:45 Luminus Arena Genk            | KRC Genk                                    | 1-0                     | KV Kortrijk                             | Vuković Nastić, Aidoo, Colley, Uronen Wouters, Seck, Pozuelo (81' Schrijvers) Buffel, Ingvartsen (67' Karelis), Samatta                                                                                    | 63' Colley 84' Vuković                                                   |
| 6 februari 2018 20:45 Luminus Arena Genk            | 16' Seck                                    | 1-0                     |                                         | Vuković Nastić, Aidoo, Colley, Uronen Wouters, Seck, Pozuelo (81' Schrijvers) Buffel, Ingvartsen (67' Karelis), Samatta                                                                                    | 63' Colley 84' Vuković                                                   |
| Finale                                              |                                             |                         |                                         | |                                                                          |
| 17 maart 2018 20:45 Koning Boudewijnstadion Brussel | KRC Genk                                    | 0-1                     | Standard Luik                           | Vuković Mata, Aidoo, Colley, Nastić Seck, Malinovski (110' Wouters), Pozuelo Buffel, Karelis (74' Samatta), Ndongala (64' Trossard)                                                                        | 62' Ndongala 82' Mata 90' Nastić 90+1' Samatta 110' Buffel 120+1' Nastić |
| 17 maart 2018 20:45 Koning Boudewijnstadion Brussel |                                             | 0-1                     | 92' Emond                               | Vuković Mata, Aidoo, Colley, Nastić Seck, Malinovski (110' Wouters), Pozuelo Buffel, Karelis (74' Samatta), Ndongala (64' Trossard)                                                                        | 62' Ndongala 82' Mata 90' Nastić 90+1' Samatta 110' Buffel 120+1' Nastić |

## Afbeeldingen

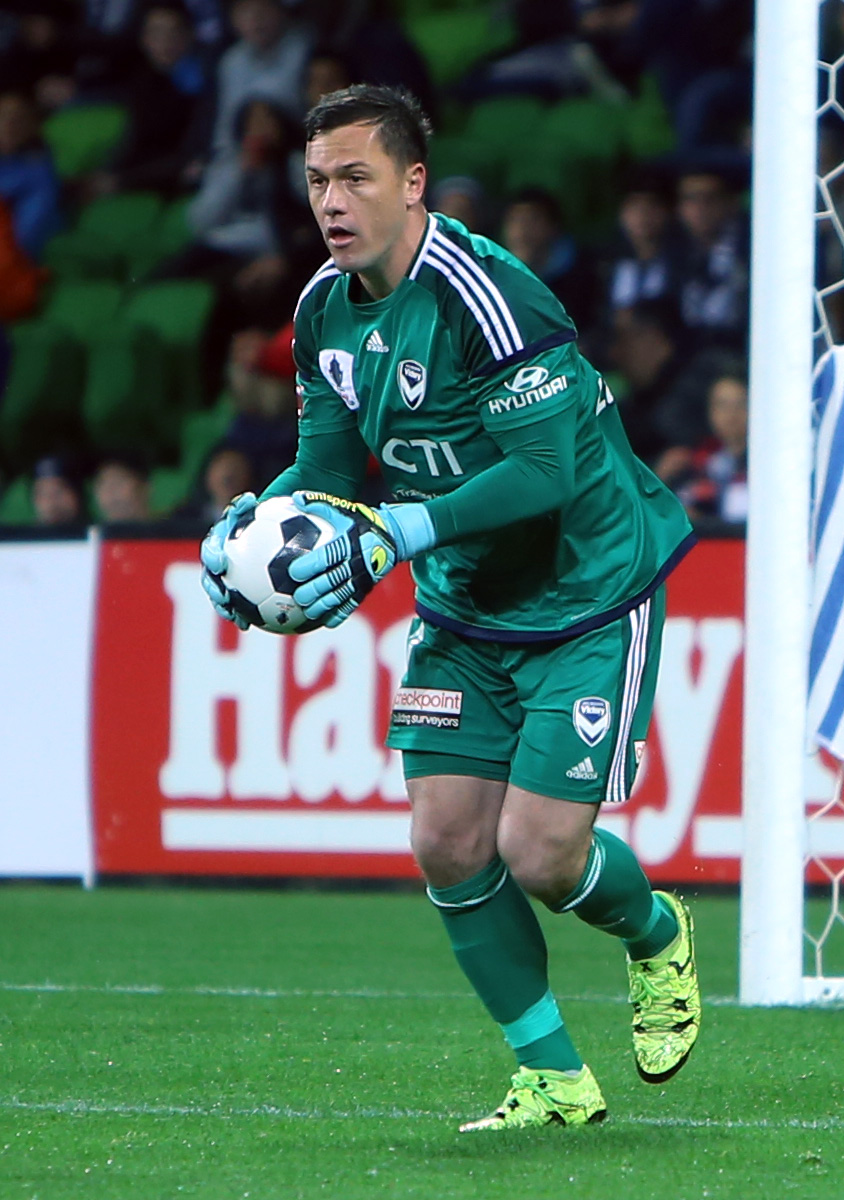
Danny Vukovic (doelman)
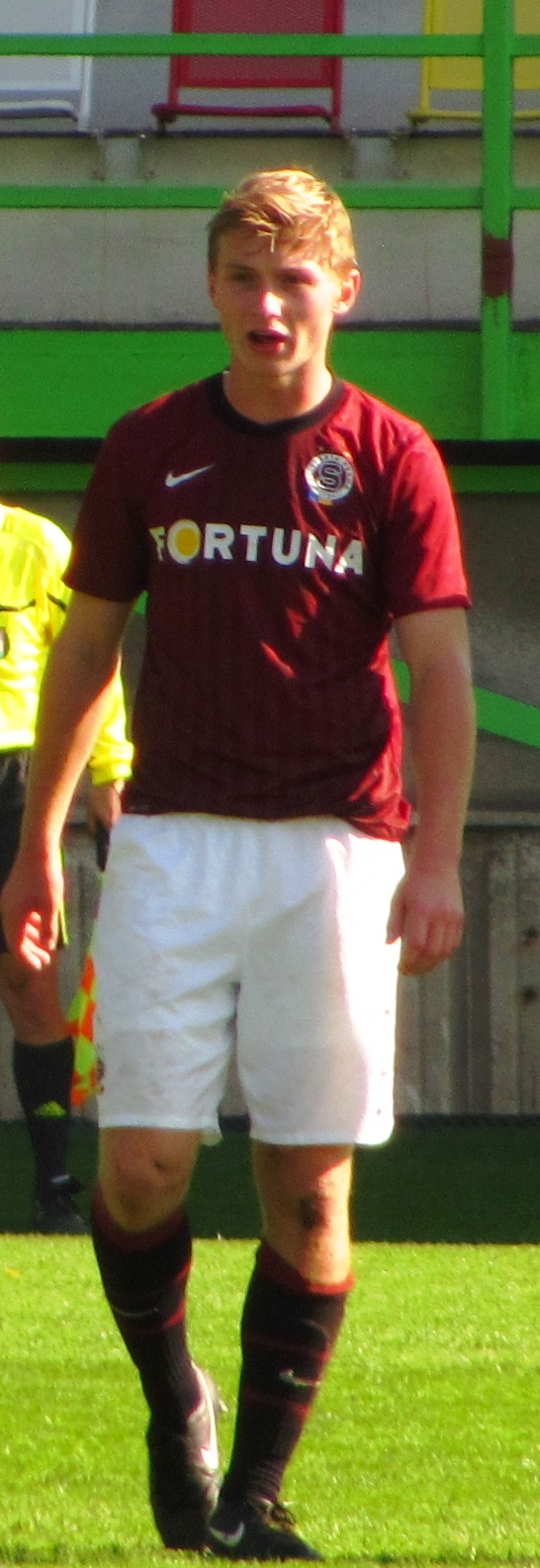
Jakub Brabec (verdediger)
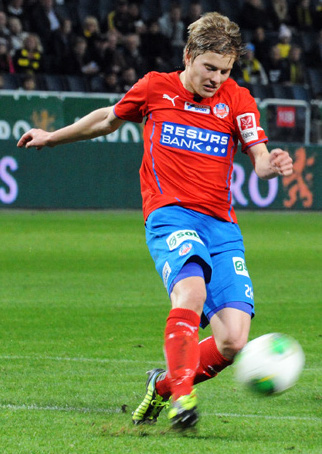
Jere Uronen (verdediger)
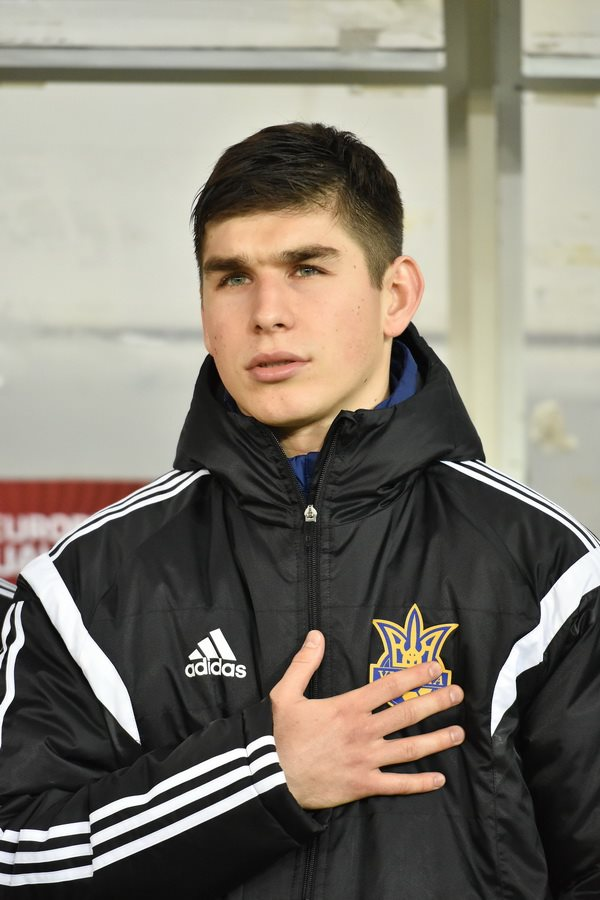
Roeslan Malinovski (middenvelder)
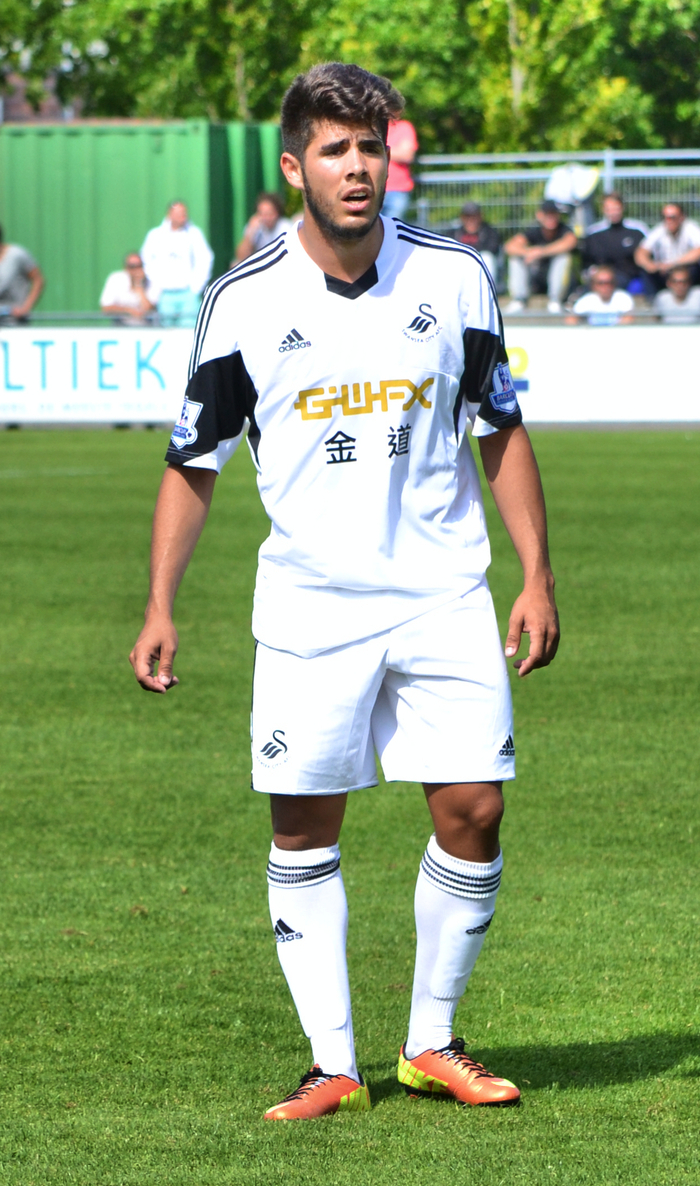
Alejandro Pozuelo (middenvelder)
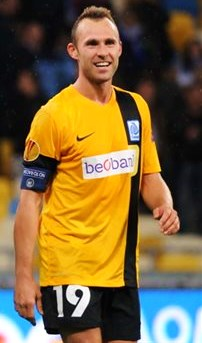
Thomas Buffel (middenvelder)
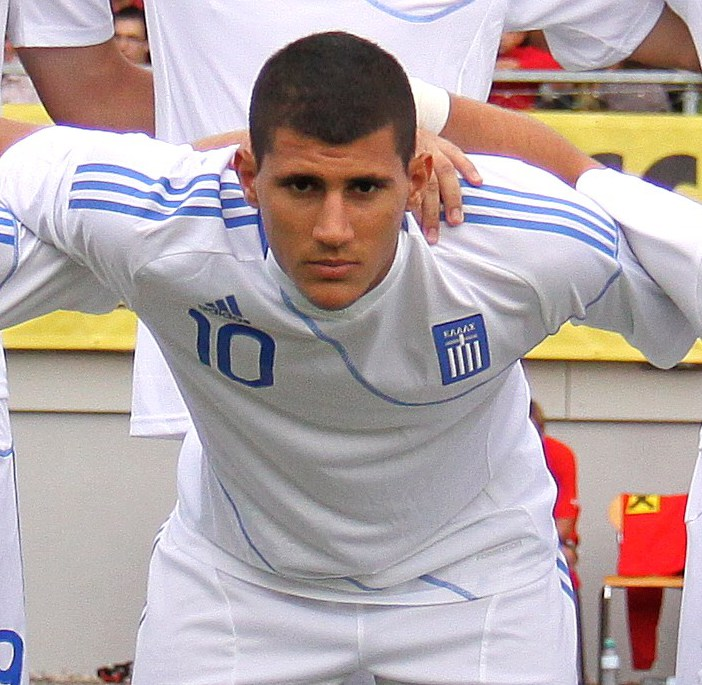
Nikos Karelis (aanvaller)